# プレボルド
プレボルド(Prebold)は、スロベニアの市である。